# Peter Henlein
Peter Henlein (Norimberga, 1479 – Norimberga, agosto 1542) è stato un orologiaio tedesco spesso considerato come l'inventore del moderno orologio portatile.
Fu uno dei primi artigiani a realizzare piccoli taschenuhren (orologi da tasca a cipolla) ornamentali, orologi portatili che venivano spesso indossati come pendenti o attaccati ai vestiti, considerati i primi orologi portatili.

## Biografia
Si sa poco della vita di Henlein (in parte citato anche come "Hele"). Sembra sia stato apprendista nella sua giovinezza come fabbro. A quel tempo, i fabbri erano tra i pochi artigiani con le competenze e gli strumenti per poter essere realmente attivi nel nuovo campo dell'orologeria e così Henlein divenne anche un orologiaio. Il 7 settembre 1504 fu coinvolto in una rissa in cui un collega fabbro, George Glaser, fu ucciso. Cercò asilo in un monastero francescano locale, dove rimase per quattro anni, fino al 1508. Nel 1509 divenne un maestro nella corporazione dei fabbri della città.
Divenne noto come produttore di piccoli orologi portatili in ottone a molla ornamentali, molto rari e costosi, che erano di moda tra la nobiltà del tempo. Questi erano a volte indossati come ciondoli o attaccati ai vestiti, e quindi possono essere considerati i primi orologi portatili, anche se erano lunghi oltre otto cm, dunque più grandi dei primi veri orologi da taschino che apparvero circa un secolo dopo, e non erano in grado di adattarsi alle tasche.
È menzionato nei registri cittadini di Norimberga anche come fornitore di piccoli orologi a molla, che venivano regalati a persone importanti. Era presumibilmente il primo artigiano a costruire orologi "Bisamköpfe", ossia orologi contenuti in piccoli cofanetti realizzati con metalli preziosi per profumi o disinfettanti. Ad esempio, un giornale di Norimberga riporta che nel 1524 gli furono pagati 15 fiorini per un orologio di muschio dorato. Costruì anche un orologio a torre per il castello di Lichtenau nel 1541 e divenne noto come produttore di strumenti scientifici.
La fama di Henlein è dovuta principalmente a un passaggio di Johann Cochläus in Cosmographia Ponponii Mele del 1511:
Peter Hele, ancora giovane, lavora con opere che ammirano anche i più colti matematici. Modella orologi a molte ruote con piccoli pezzi di ferro, che eseguono e suonano le ore senza pesi per quaranta ore, sia che siano portati al seno o in una borsetta.
La sua reputazione di inventore dell'orologio venne dopo la pubblicazione, nel XIX secolo, di un romanzo di Karl Spindler, Der Nürnberger Sophokles. Questo ispirò anche un film del 1939 e il suo volto è apparso su un francobollo tedesco del 1942.
Tuttavia, sebbene fosse un orologiaio notevole e di talento, all'epoca c'erano altri orologiai che producevano piccoli orologi, e nessuna fonte contemporanea del suo tempo gli attribuisce il merito di aver inventato qualcosa. La molla principale che rendeva possibili gli orologi portatili, spesso attribuiti a lui, apparve in realtà all'inizio del XV secolo, quasi un secolo prima del suo lavoro. Forse il massimo che si è detto di lui dai suoi contemporanei proviene da Johann Neudorfer nel 1547 poco dopo la sua morte:
...Henlein fu quasi il primo di quelli che capirono come mettere piccoli orologi in piccole scatole.
Nel Walhalla, la targa commemorativa per Peter Henlein completa la serie di 64 targhe commemorative che furono aggiunte nell'anno di apertura (1842) per quelle persone per le quali non erano disponibili modelli di ritratti.
Nel 1905, la fontana di Peter Henlein con una statua in bronzo dell'orologiaio fu costruita come monumento dello scultore Max Meißner (nella fonderia di Lenz a Norimberga). La fontana si trova nella Hefnersplatz di Norimberga nel centro storico. Numerose strade, infine, in Germania portano il suo nome.